# K리그 드래프트
여기서 설명하고자 하는 것은 K 리그 드래프트 제도이다.
각 고교졸업예정 축구 선수 및 대학졸업선수등 조건에 부합하는 희망자들의 신청을 받아 명단을 작성, K리그 각 프로팀들이 임의로 명단내 선수들을 지명하는 방식이다. 대한민국의 또다른 프로스포츠인 프로농구나 프로야구 등에서도 드래프트를 실시하고 있으며 개념상으로 큰 차이는 없다.

## 역사
드래프트의 기원은 김종부 선수를 둘러싸고 1986년 벌어졌던 스카우트 파동에서부터 출발한다. (자세한 내용은 김종부에서 참고)
이후 신인 지명을 둘러싼 팀 간 분쟁을 최소화하자는 취지로 1988년 프로축구 첫 드래프트가 실시되었다. 1번째 드래프트는 1988년부터 2001년까지 존속되었다 폐기되었다가 2005년 박주영 계약 파동으로 인해, 2006년부터 재차 부활해 2015 시즌 신인선수까지 드래프트로 선발을 하였으나 2015년 4월 3차 이사회에서 폐지가 확정되어 2016 시즌 신인선수부터는 완전 자유선발로 선수선발이 이루어지고 있다.

## 문제점
프로축구연맹과 K리그 각 구단들은 완전연봉제와 드래프트제를 조합해 신인 선수의 몸값을 줄이고자 했지만 이에 대한 역효과도 나타나고 있다. 사실 한 해에 유망주라고 꼽을 만한 선수는 다섯 명 내외에 불과하다. 그런데도 1순위 선수 14명은 똑같이 연봉 5000만 원을 받는다. 선수의 가치와 능력을 무시하는 이런 획일적인 연봉 책정은 프로와 자본주의 사회에선 이치에 맞지 않는다는 비판을 받고 있다. 자신이 원하는 팀으로 갈 수가 없기 때문에 드래프트를 피해 유망주들의 해외 유출 현상이 가속화되었다. 이는 김영권, 김보경, 김민우 등의 2009년 FIFA U-20 월드컵 8강 진출 주역 선수들이 2010년 J리그 팀들과 계약함으로써 표면화되었으며 매년 반복되고 있다.
축구의 경우 다른 종목과는 다르게 자유로운 이적을 보장하기 때문에 저항이 매우 거셌다.

## 역대 드래프트 결과
| 연도                                       | 드래프트            | 참고 사항                                         |
| ------------------------------------------ | ------------------- | ------------------------------------------------- |
| 1988                                       | 1988 K리그 드래프트 | 최초 드래프트                                     |
| 1989                                       | 1989 K리그 드래프트 | 일화 천마 창단팀 우선지명 행사                    |
| 1990                                       | 1990 K리그 드래프트 |                                                   |
| 1990                                       | 1991 K리그 드래프트 | 황선홍, 홍명보 드래프트 거부 파동                 |
| 1992                                       | 1992 K리그 드래프트 |                                                   |
| 1993                                       | 1993 K리그 드래프트 | 완산 푸마 창단팀 우선지명 행사                    |
| 1994                                       | 1994 K리그 드래프트 |                                                   |
| 1995                                       | 1995 K리그 드래프트 | 전북 다이노스, 전남 드래곤즈 창단팀 우선지명 행사 |
| 1996                                       | 1996 K리그 드래프트 | 수원 삼성 블루윙즈 창단팀 우선지명 행사           |
| 1997                                       | 1997 K리그 드래프트 | 대전 시티즌 창단팀 우선지명 행사                  |
| 1998                                       | 1998 K리그 드래프트 |                                                   |
| 1999                                       | 1999 K리그 드래프트 |                                                   |
| 2000                                       | 2000 K리그 드래프트 |                                                   |
| 2001                                       | 2001 K리그 드래프트 |                                                   |
| 2002 ~ 2005년 드래프트 폐지, 자유선발 실시 |                     |                                                   |
| 2006                                       | 2006 K리그 드래프트 | 드래프트 부활                                     |
| 2007                                       | 2007 K리그 드래프트 |                                                   |
| 2008                                       | 2008 K리그 드래프트 |                                                   |
| 2009                                       | 2009 K리그 드래프트 | 강원 FC 창단팀 우선지명 행사                      |
| 2010                                       | 2010 K리그 드래프트 |                                                   |
| 2011                                       | 2011 K리그 드래프트 | 광주 FC 창단팀 우선지명 행사                      |
| 2012                                       | 2012 K리그 드래프트 |                                                   |
| 2013                                       | 2013 K리그 드래프트 | 부천 FC 1995, FC 안양 창단팀 우선지명 행사        |
| 2014                                       | 2014 K리그 드래프트 |                                                   |
| 2015                                       | 2015 K리그 드래프트 |                                                   |

## 드래프트 규칙
본 규칙은 2007년 드래프트 시행세칙에 따른 내용이며 매시즌 날짜 변동만 있을뿐, 세부 내용은 현재도 동일하다.
(참고): 과거 (88년~2001년)동안 있었던 드래프트 제도 당시에는 리그 순위를 역순해서 최하위권 3개팀(2000년 기준)에게 드래프트 1순위 우선 지명권을 부여하는 규정이 있었으나, 우수 신인 확보를 위해 리그 말미에 의도적으로 경기를 지는 폐해가 생기면서 현재 드래프트 제도에서 해당 규정은 삭제되었다.

#### 제1조 선발대상
아래의 항목 중 하나 이상 해당되고, 국내외를 막론하고 처음으로 프로축구단 입단을 희망하는 자에 한한다.
1. 고교졸업 이상의 학력 소지자(2007년 고교 졸업 예정자 포함)
2. 중졸또는고교중퇴 자 중 만18세 이상인 자

※ 드래프트 참가 희망서 심사 후 부적격자에 한해서는 드래프트 참가 불가 (해당자에게는 사전 개별 통보)

#### 제2조 선발방식
1. 프로팀으로의 첫 입단은 드래프트 방식에 의한 지명으로만 가능하다.
2. 드래프트에 의한 지명선발은 본 연맹이 정한 2006년 12월 22일(금)에 실시한다. (단, 클럽시스템 출신 선수에 대한 우선 지명은 11월 29일(수) 완료 후 12월 5 일(화) 공시된다.)
3. 지명방식- 드래프트 지명순서는 매 라운드별 모든 구단이 추첨에 의해 정해진 순서로 지명한다.

#### 제3조 선발절차
1. 프로에 처음으로 입단을 희망하는 모든 선수는 드래프트 참가 희망서를 작성 하여 2006년 11월 29일(수)까지 [우편접수시 11월29일 소인까지 유효] 아래의 서류를 첨부하여 연맹에 제출한다.
2. 본 연맹은 접수된 드래프트 참가 희망자 명단을 12월 5일(화) 각 구단에 공시한다. (단, 접수된 드래프트 참가 희망서의 철회는 공시 전일(12월 4일)까지 가능하며, 공시 후에는 철회할 수 없다.)

#### 제4조 계약조건
1. 드래프트 지명순위별 계약기간 및 연봉(기본급연액)
  - 드래프트를 통해 지명된 선수의 연봉 상한선은 1순위 5000만원을 시작으로 각 순위 별(2~6순위)로 600만원씩 차감 지급되며, 번외지명(추가지명 포함) 선수의 연봉은 1200만원이다.
  - 1~3순위의 계약기간은 최소 3년 최대 5년이며, 4~6순위는 최소 1년 최대 5년이며 번외지명은 1년 계약이다.
2. 우선지명 선수에 대한 계약기간 및 연봉(기본급연액)
  - 계약기간과 연봉(기본급연액)은 구단과 선수간 협의에 의해 결정한다.
  - 계약기간이 3년일 경우, 기본급연액은 상한 5,000만원, 하한 2,000만원 내에서 합의계약.
  - 계약기간이 1년일 경우 연봉(기본급연액)은 1,200만원이다.

#### 제5조우선지명
1. 구단은 산하 클럽시스템 출신 선수에 대해 연간 최대 4명까지 우선지명할 수 있다.
2. 신규 창단되는 신생구단은 드래프트 참가 희망자 중 10명을 우선지명할 수 있다.

#### 제6조 기타
1. 프로입단 최초 계약기간 동안 연봉(기본급연액) 상승률은 전년도 연봉(기본급 연액)의 100%를 초과할 수 없다.
2. 입단 후 FA관련 사항은 연맹 규정에 따른다.
3. 드래프트 지명된 선수가 입단을 거부할 경우
  - 해당선수는 5년간 K리그 등록을 금지한다.
  - 5년 경과 후 다시 드래프트를 거쳐 K리그에 입단할 수 있다.
  - 5년 이내 최초 지명구단으로 입단할 경우에 한하여 K리그 등록이 가능하다.
4. 드래프트 미지명 선수는 프로(또는 아마추어) 등록규정에 의거 입단할 수 있다.
5. 메디컬 테스트(건강검진)
  - 드래프트에 의해 지명된 선수는 입단 계약체결 전 지명구단의 지정병원에서 건강검진(신체 및 정신적인 부분)을 필히 실시해야 한다.
  - 건강검진 결과 결격사유 발생 시 구단은 해당선수와의 계약체결을 거부할 수 있다. 이 경우 해당 선수는 ‘드래프트 미지명 선수’로 분류된다.
  - 만일 선수가 건강검진을 거부할 경우, 6조 3항의 제재를 받게 된다.
6. 아마추어 선수가 드래프트에 참가하지 않고 해외 프로팀에 입단할 경우
  - 해외 프로팀 입단으로부터 5년 이내에 국내 프로팀에 입단하려면 드래프트를 통해서 입단해야 한다.
  - 5년이 경과된 후에 국내 프로팀에 입단하는 경우에는 자유 이적으로 입단이 가능하다.
7. 이면계약(규정위반 계약행위) 금지 및 제재
  - 프로입단 계약과 관련하여 연봉 외의 별도 지원(금전으로 평가될 수 있는 모든 것)이나 이면계약은 절대 금지한다.
  - 만일 상기 사항과 같은 위반행위가 발각될 경우, 연맹규정(아래 참고)에 의해 처리한다.

<관련규정>
연맹 선수단관리규칙 제3장 제25조 2항계약과정 중 또는 계약체결 이후, 물의를 발생시킨 구단 및 선수에게 다음과 같은 제재를 가한다.
1. 해당구단: 5,000만원 이상의 벌과금 부과
2. 해당선수: 5년간 K리그 등록금지 및 해당 구단과 평생 계약금지